# Групповой портрет городских ополченцев

Рембрандт. Ночной дозор. 1642. Холст, масло. Рейксмюсеум, Амстердам

Групповой портрет городских ополченцев — жанр живописи «Золотого века Нидерландов», имевший распространение с 1-й половины XVI века до конца XVII века. Это первый жанр живописи, который имел коммерческую основу и зависел от платы тех, кто заказывал картину. Картины зачастую были посвящены какому-нибудь значимому политическому или общественному событию, например, подписанию Мюнстерского мира или прибытию в Амстердам Марии Медичи. Вершиной этого жанра, по мнению многих специалистов, является «Ночной дозор» Рембрандта.

## Исторический контекст

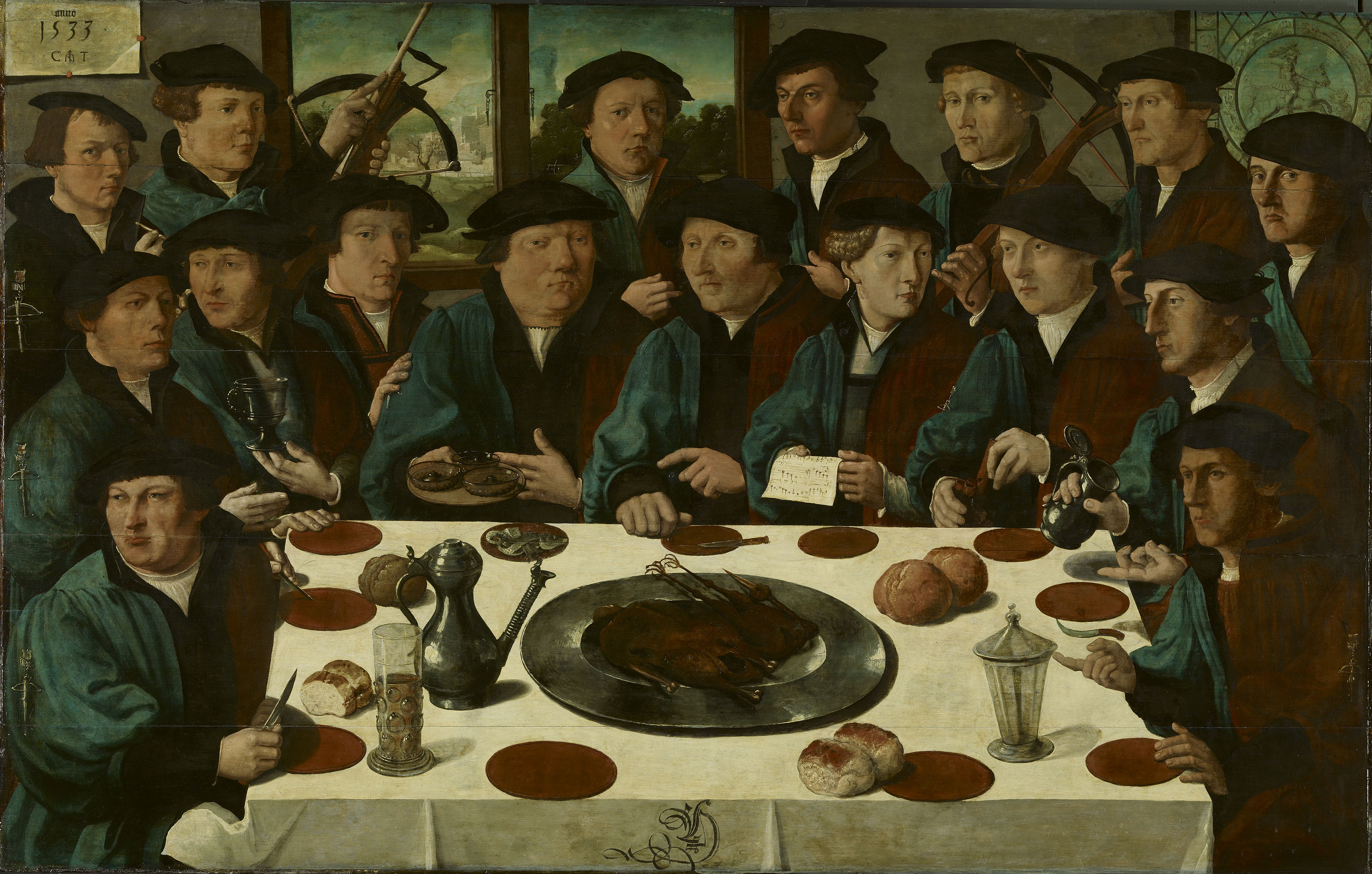
Корнелис А. Банкет членов амстердамской гильдии арбалетчиков. 1533

Городское ополчение (городская милиция, стрелковая гильдия) появилось в городах Нидерландов в XVI веке. Историческим предшественником её были стрелковые общества, а ещё ранее — арбалетные общества и общества лучников. Это было подобие мужского военно-стрелкового клуба. Основной их задачей была защита города от внешнего нападения, охрана порядка самого города и поднятие тревоги в случае пожара. У каждого имелся свой святой покровитель, городское стрельбище, где они тренировались в навыках стрельбы по мишеням. Стрельбища находились в основном за пределами города, вблизи городских стен, но, когда погода не позволяла, тренироваться можно было в стенах церкви. В целом же эти организации ведут происхождения от средневековых цехов, гильдий и корпораций со своей иерархией и приверженностью правилам.
Эта организация также напоминала духовно-рыцарские и светские военно-рыцарские ордена позднего Средневековья.
Городское ополчение возникло в период неспокойной обстановки во время Восьмидесятилетней войны и даже чуть раньше, во время испанского владычества (первый портрет ополчения датируется 1529 годом). Это своего рода почетная служба, зачастую символического характера, которую несли знатные граждане города. Они выполняли роль почетного караула на городских торжествах или приемах послов, ночное дежурство, также являлись городской милицией. Служба была безвозмездная, солдатам и офицерам самим приходилось обеспечивать и покупать себе экипировку, лошадей, оружие. Служба была чаще номинальная, хотя в истории известны случаи, когда ополченцам приходилось держать оборону города, как например при осаде города Харлема (1572—73), когда погибло около 200 ополченцев. При обороне Амстердама в 1650 г. от войск Вильгельма II в ней также принимала участие гильдия носильщиков торфа, которые хотя и не принадлежали к военно-стрелковым корпорациям, но были также снабжены холодным оружием для обороны города. Корпоративный дух поддерживался постоянными встречами, мероприятиями, участием в жизни города. Для многих офицерство в ополчениях было своего рода трамплином для политической или общественной карьеры.
Старшие офицеры рот составляли т. н. Военный Совет (Krijgsraad), который подчинялся городскому Совету.
Размер амстердамского ополчения со временем рос и в 1672 г. достиг около 10 000 человек.
Вольфганг Кемп (de) в предисловии к книге Алоиза Ригля «Das holländische Gruppenporträt» приводит такие цифры:
- 1580 г.: 11 районов города, 11 рот, 44 отделения;
- 1613 г.: 13 районов, 13 рот, 52 отделения;
- 1620 г.: 20 районов, 20 рот, 80 отделений;
- 1650 г.: 54 района, 54 роты, 162 отделения;
- 1672 г.: 60 районов, 60 рот, 180 отделений[3].

## Истоки жанра
В истории живописи Нидерландов этот жанр имеет уникальный характер, хотя свои элементы он вобрал из раннего искусства Нидерландов и всего Северного Возрождения. Хорошо известны портреты донаторов, заказчиков и членов их семей на боковых створках триптихов в изобразительном искусстве Средних веков и Возрождения, например у Дюрера, Мемлинга, Босха, Питера Брейгеля Старшего. Они располагались обычно предстоящим перед Христом и Богоматерью, а также перед святыми. Донаторы были теми, кто жертвовал на постройку храма или на написание алтарной картины. Обычай возник ещё в начале нашей эры, когда храм нередко украшали изображением ктитора — лица, давшего средства на строительство культового здания.
В более позднее время, наряду с портретами городских ополченцев, появлялись также групповые портреты членов различных гильдий и обществ, что отражало демократический, либеральный и равноправный характер новой Республики. Кроме этого, жанр выделялся тем, что был одним из первых жанров искусства, где основой картины была только коммерческая составляющая. Каждый, изображенный на картине, платил свою часть за место на ней. В зависимости от платы художник мог изобразить человека в полный рост, по пояс, по плечи или написать только голову.

## Музейные собрания
Всего насчитывается чуть менее 130 картин данного жанра. Рождение, расцвет и закат жанра длились около 150 лет. Среди художников есть как мастера с мировым именем (Рембрандт, Франс Халс), так и безымянные художники (например, т. н. Мастер антверпенского семейного портрета, который написал один из ранних групповых портретов ополчения). Одними из первых примеров жанра являются картины Дирка Якобса (1532 и 1561, обе хранятся в Эрмитаже). Для них характерны такие элементы как статичность, изомерность пространства, шаблонность, однообразность в изображении портретируемых, а также малый размер самих картин.
Основная часть картин хранится в амстердамском Рейксмюсеуме. Также значительная часть находятся в собрании музея Франса Халса в Харлеме. Первоначально они находились в штаб-квартирах стрелковых корпораций, затем многие из них пострадали при переносе в другие места. Для этого они подвергались обрезке по краям, чтобы поместиться на новом месте. Например, картина Корнелиса Кетила «Ополченцы роты капитана Дирка Якобса Розенкранца и лейтенанта Паува» (1588) была урезана со всех сторон, в частности, справа срезали более 127 см холста. И несмотря на это, картины все ещё оставались достаточно большими. Например, для того, чтобы вместить «Ночной дозор» Рембрандта (363 на 437 см), который также к тому времени был урезан, был сооружен специальный зал в Рейксмюсеуме Амстердама.
Картины редко покидали стены родных музеев, лишь в 2013 году в рамках года Нидерландов в России около дюжины портретов было привезено для специальной выставки в ГМИИ им. Пушкина в Москве и в Эрмитаже в Санкт-Петербурге. Городское ополчение можно увидеть на картинах и другого жанра. Например, на картине кисти Питера Брейгеля Младшего «Ярмарка с театральным представлением», которая хранится в Эрмитаже, помимо остальных участников ярмарки мы видим справа от центра бредущую роту арбалетчиков. Также в Эрмитаже имеется картина Давида Тенирса Младшего «Групповой портрет членов стрелковой гильдии „Oude Voetboog“ („Старый Арбалет“) в Антверпене» (1643).

## Галерея

Групповые портреты городских ополченцев
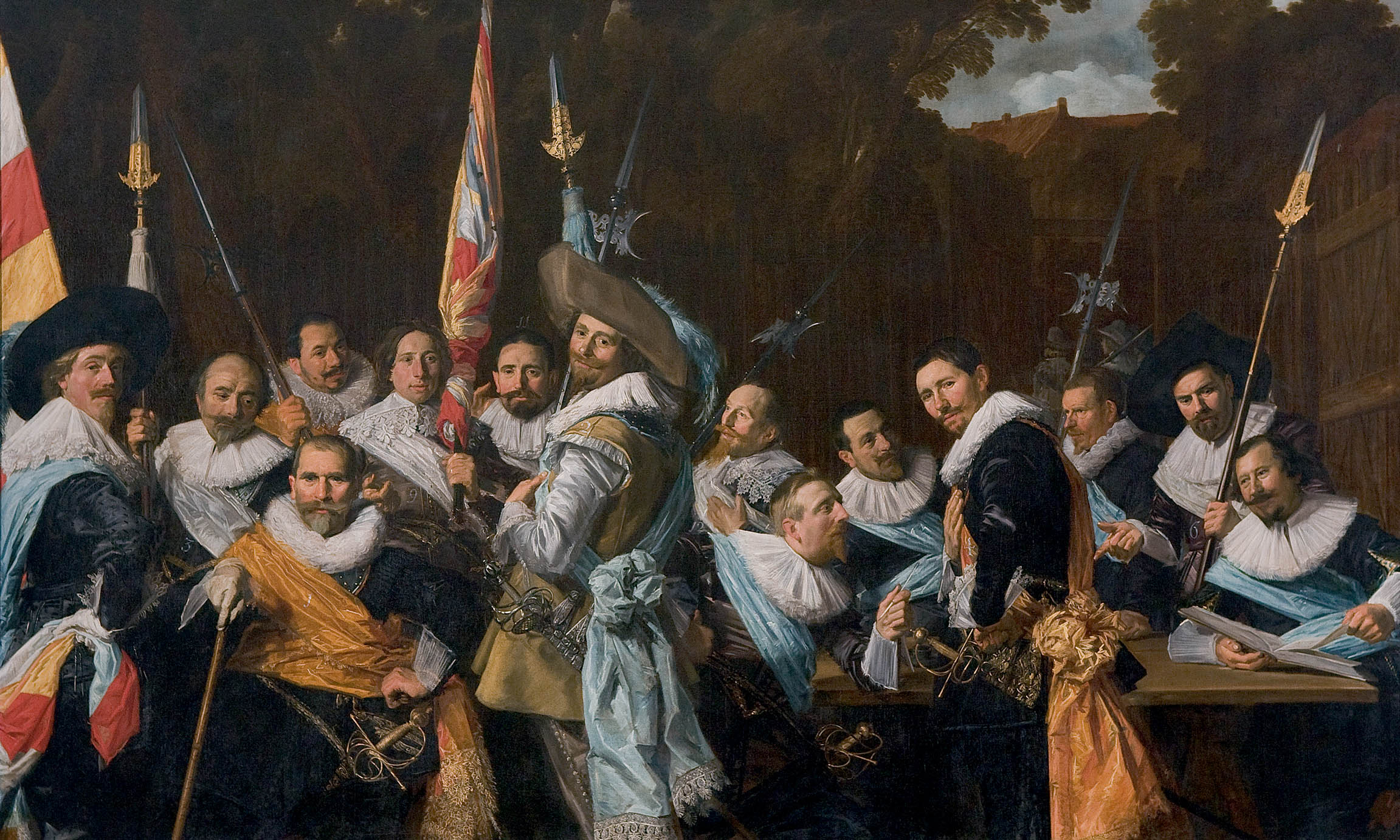
Франс Халс. «Встреча офицеров роты святого Адриана в Харлеме» (1633). Музей Хальса, Харлем.
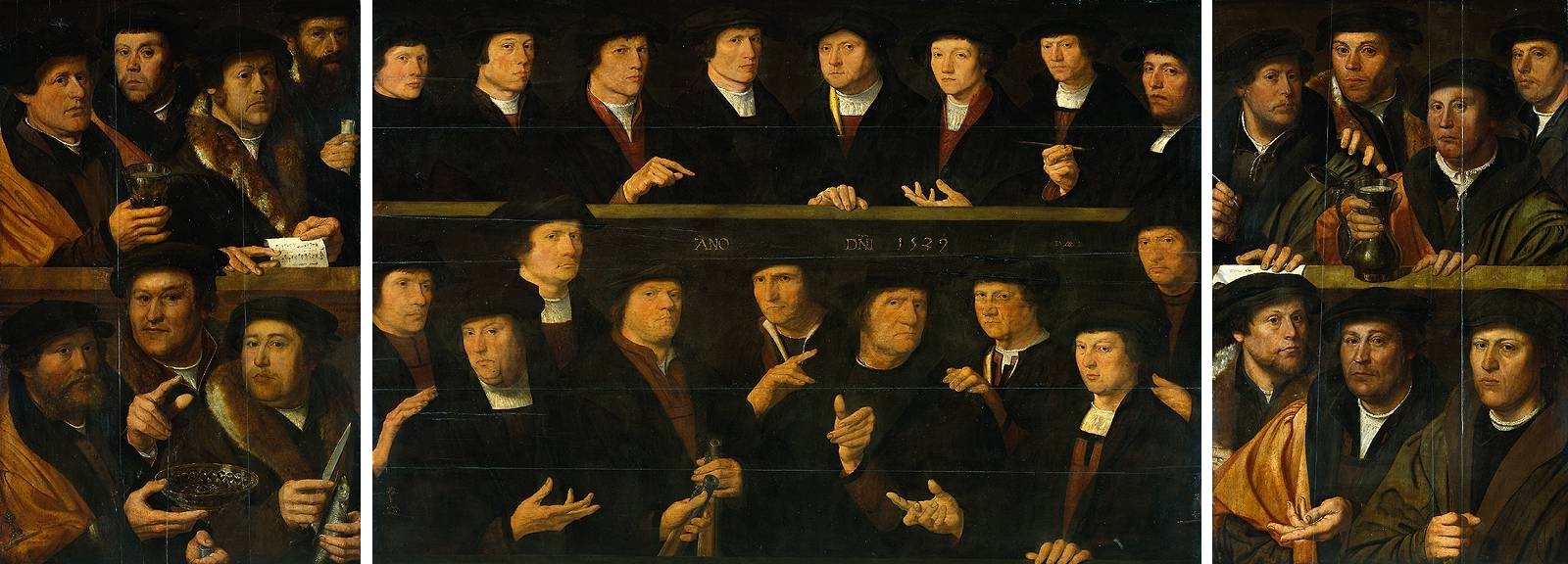
Дирк Якобс. Портрет городского ополчения в трех частях (1529 г., доделан в 1552 г.)
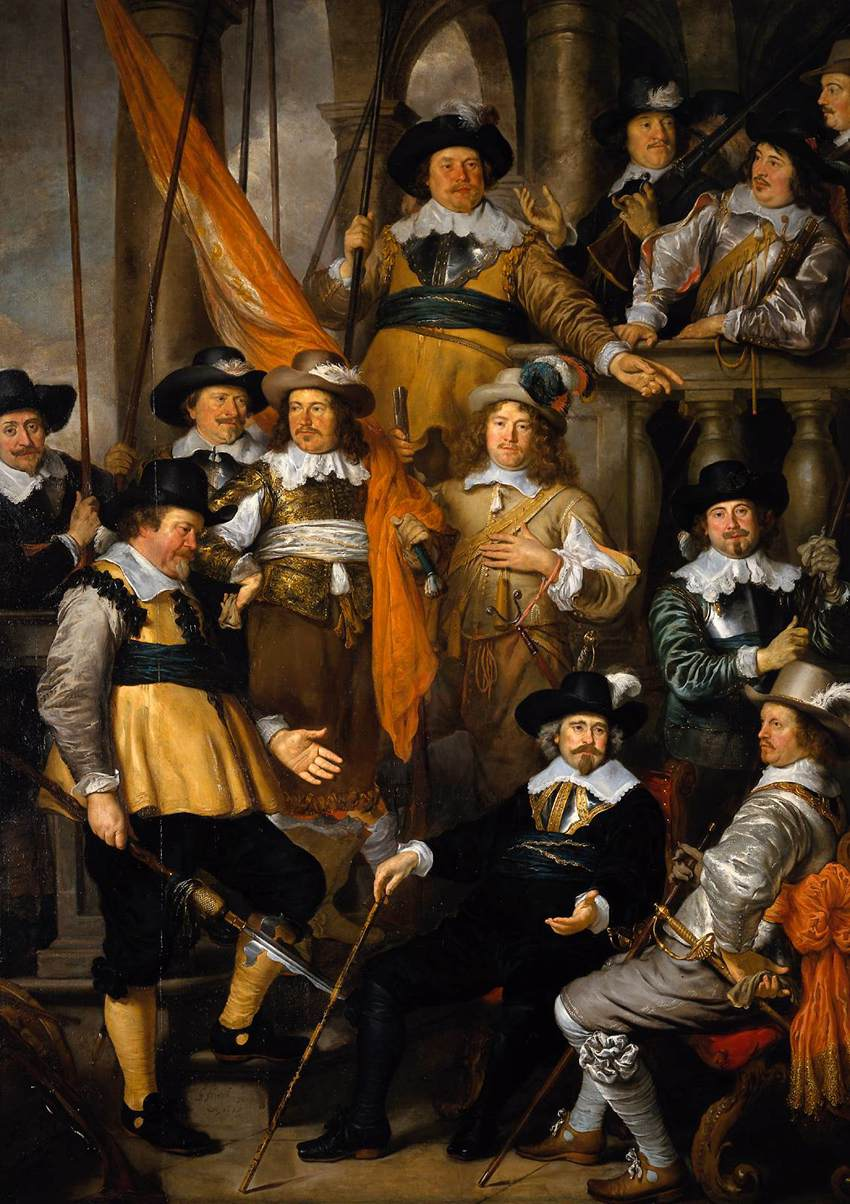
Говерт Флинк. «Рота капитана Альберта Баса и лейтенанта Лукаса Коньина» (1645)
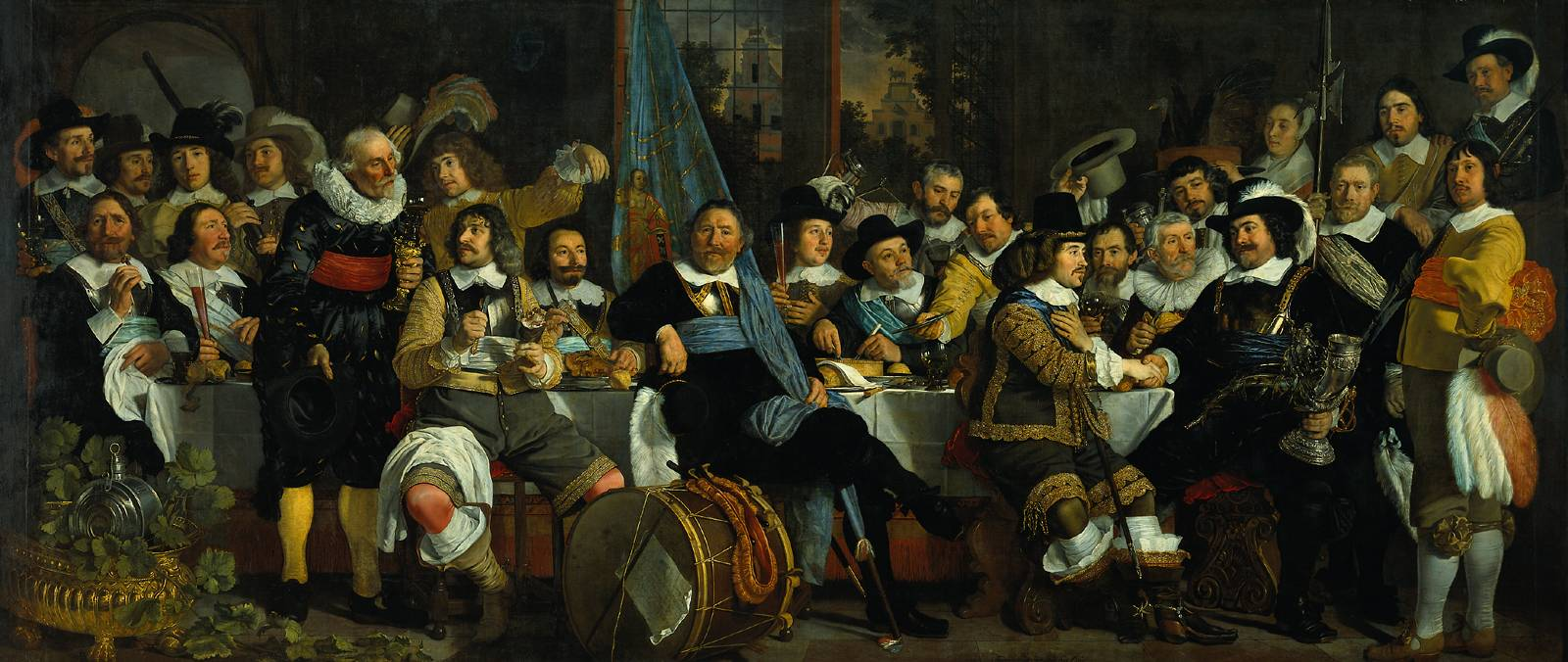
Бартоломеус ван дер Хелст. «Торжество по поводу подписания Мюнстерского договора» (1648)
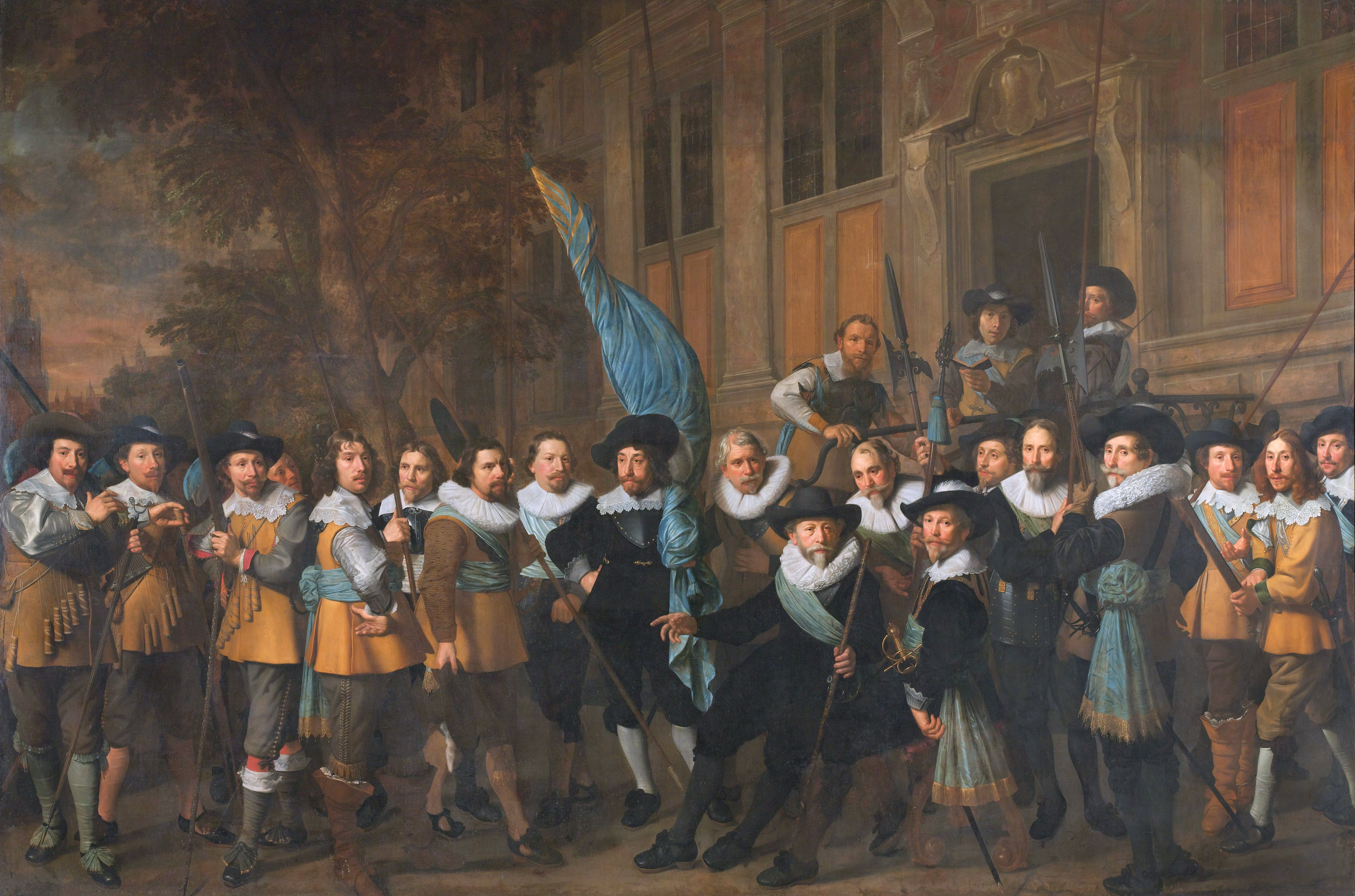
Николас Элиас Пикеной. «Рота городских ополченцев под командованием капитана Яна Клаэса Влусвика» (1642)
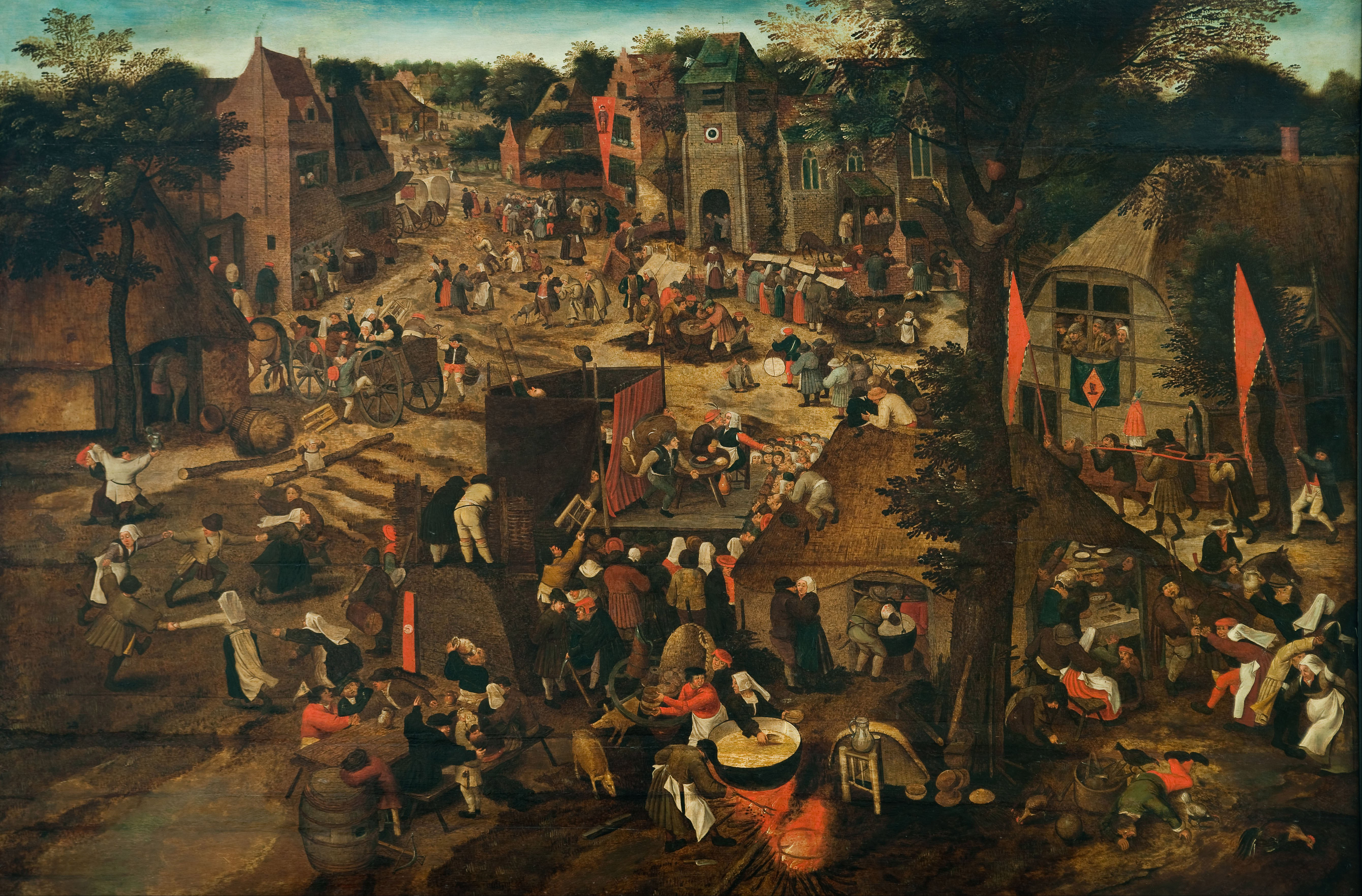
Питер Брейгель Младший. «Ярмарка с театральным представлением» (1562). На картине среди прочего изображена арбалетная рота.

## Художники — мастера групповых портретов ополченцев
- Рембрандт
- Франс Халс
- Говерт Флинк
- Бартоломеус ван дер Хелст
- Дирк Якобс
- Дирк Барентс (en)
- Николас Элиас Пикеной
- Якоб Лион
- Якоб Адриансзон Баккер
- Гербранд ван ден Экхаут
- Питер Кодде
- Корнелиус ван Хаарлем
- Франс Питерс де Греббер (en)
- Хендрик Герритс Пот
- Питер Саутман
- Корнелис Антонис (en)
- Арт Питерс
- Вутер Крабет II
- Томас де Кейзер
- Иоахим фон Зандрарт
- Корнелис Кетил (en)
- Корнелис Энгельс (en)
- Николас Ластман
- Адриан Ньюландт
- Антони Паламедес
- Корнелис ван дер Ворт
- Ян Тенгнагель
- Паулюс Морельсе
- Вернер ван дер Валкерт (en)
- Франс Баденс (en)
- Давид Тенирc Младший
- Иоганнес Спилберг
- Эвердинген, Цезарь ван

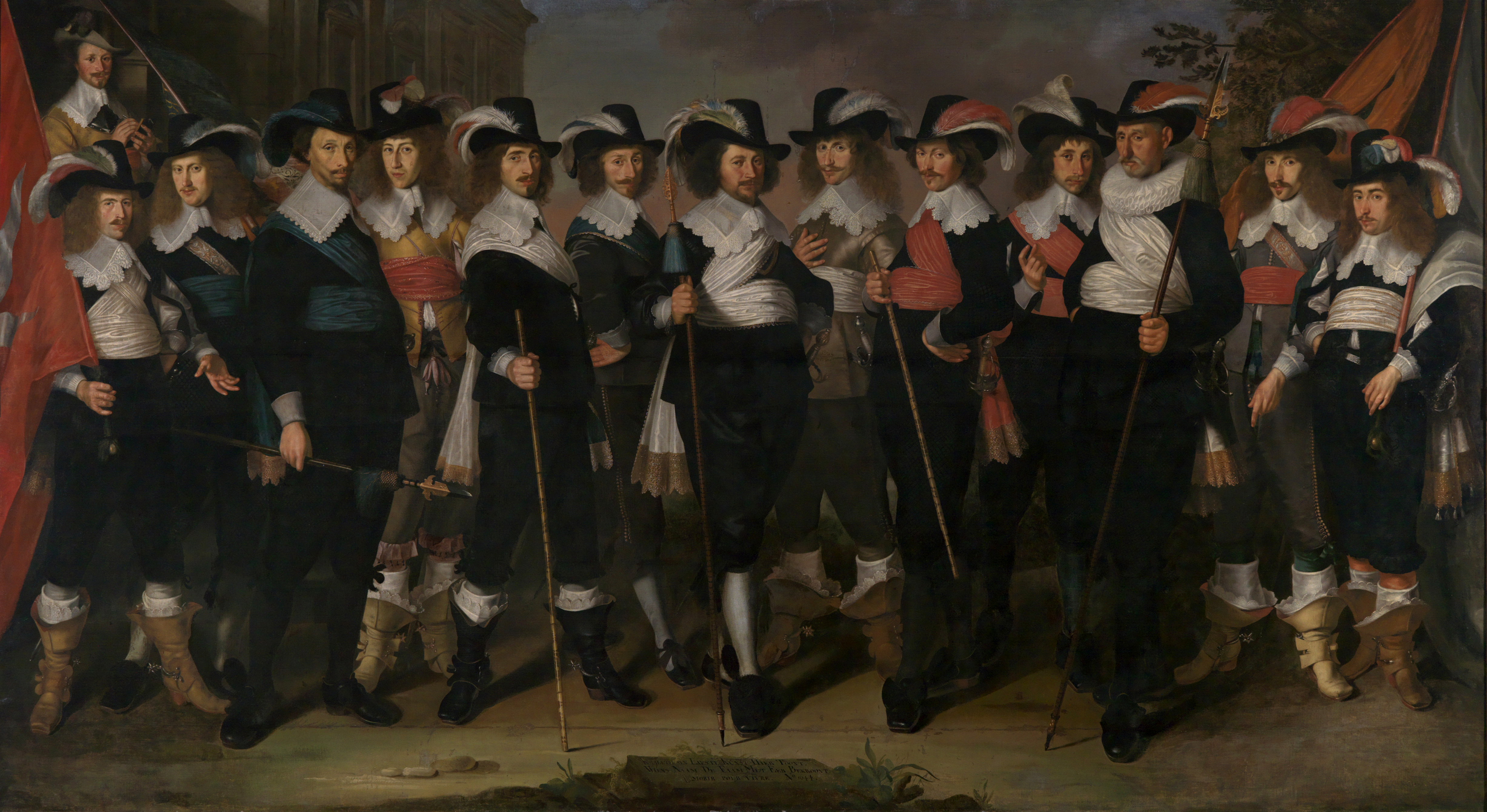
Вутер Крабет II. Рота под командованием капитана Хармануса Гербертса (1644)

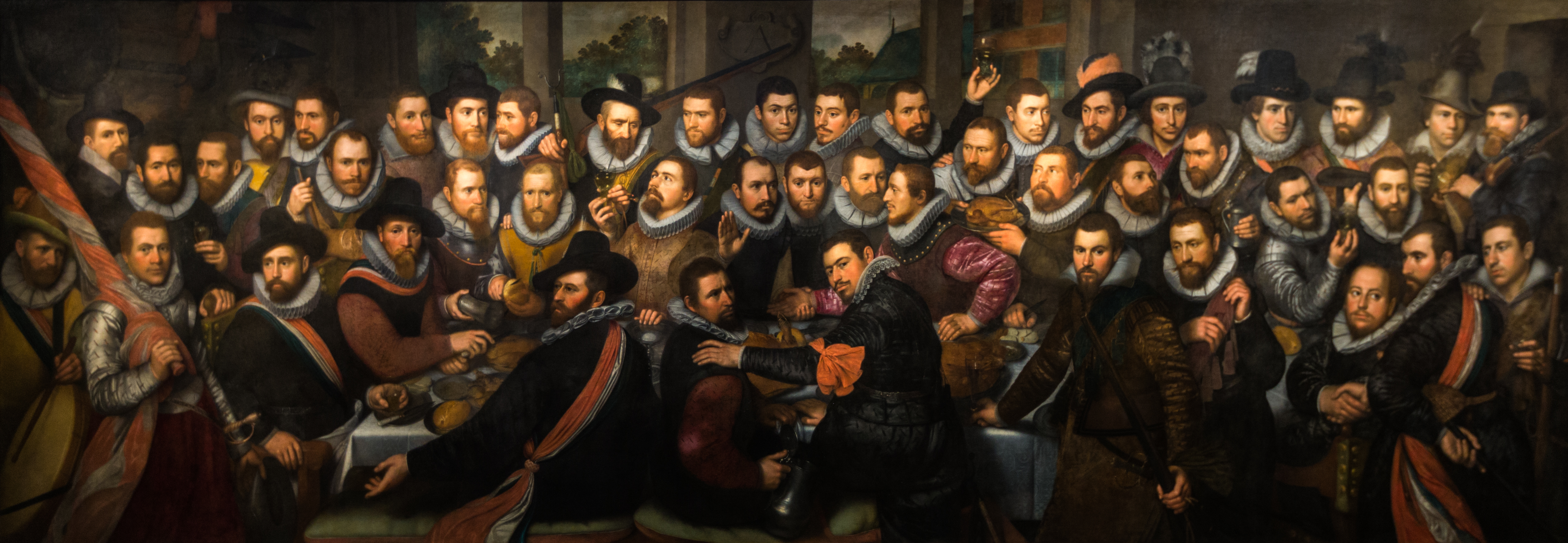
Корнелис Энгельс. Городские ополченцы Святого Адриана (1612)

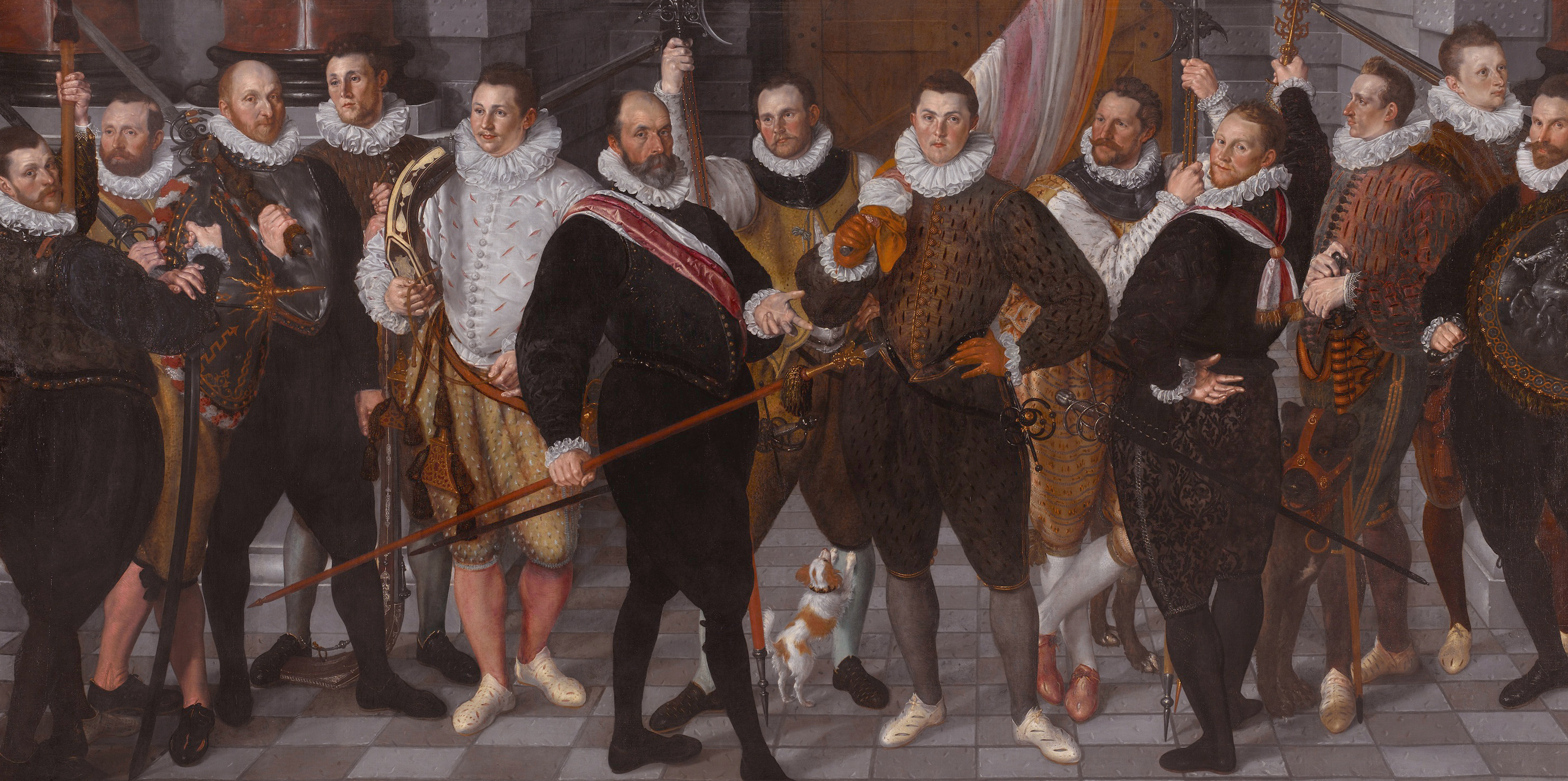
Корнелис Кетил. Рота капитана Розенкранца. (1588)

- Мастер антверпенского семейного портрета

Одним из первых реставраторов групповых портретов ополченцев был голландский художник-реставратор Ян ван Дейк, который сообщал о невероятно плачевном состоянии картин.